# جیمز ویلیام وایت
جیمز ویلیام وایت (انگلیسی: James White؛ زادهٔ ۲۱ اکتبر ۱۹۸۲) بازیکن بسکتبال اهل ایالات متحده آمریکا است.
از باشگاه‌هایی که در آن بازی کرده‌است می‌توان به نیویورک نیکس، سن آنتونیو اسپرز، هیوستون راکتس، باشگاه بسکتبال مردان فنرباغچه، و آستین توروس اشاره کرد.